# San Pietro in Vinculis (Nápoly)
A San Pietro in Vinculis templom Nápoly történelmi központjában.

## Története
A templomot a 15. században építették Angelo Aniello Fiore tervei alapján. Mai arculatát a következő században nyerte el, amikor Giovanni Lucio Scoppa tervei alapján kibővítették és egy iskolát is építettek hozzá szegény gyermekek számára. 1654-ben restaurálták. A templombelsőt stukkózás díszíti, valamint márvány oltárok. A kupolát Giuseppe Fattorusso freskói díszítik. Mivel hosszú ideje romos, elhanyagolt állapotban van, műkincseinek nagy része elveszett vagy ellopták. Egy részét lakásokká alakították át. Jövőjét illetően konkrét tervek nincsenek.